# Sniper - Forze speciali
Sniper - Forze speciali (Sniper: Special Ops) è un film di guerra statunitense del 2016, scritto e diretto da Fred Olen Ray ed interpretato da Rob Van Dam e Steven Seagal, il quale ha inoltre partecipato come produttore esecutivo della pellicola.

## Trama
Il sergente e tiratore scelto Jake Chandler (Steven Seagal) si unisce alla squadra speciale del sergente Vic Mosby (Tim Abell) in una missione di pattugliamento alla ricerca di un senatore americano detenuto dai talebani in un remoto villaggio dell'Afghanistan. Inizialmente la missione di salvataggio procede con successo, sino a quando Jake, che si ritrova separato dal resto della sua squadra dopo i numerosi scontri a fuoco, decide di rimanere indietro per soccorrere un compagno ferito in battaglia. Con la squadra sopraffatta dalla resistenza nemica, Il sergente Mosby è costretto ad abbandonare momentaneamente i due soldati, conducendo il resto della squadra in una base sicura. Una volta contattato il comando il sergente cerca di ottenere disperatamente il permesso dal tenente colonnello Jackson (Dale Dye) di poter tornare indietro e salvare i due soldati rimasti in mano nemica. Al contrario però il colonnello ordina alla squadra di intercettare un camion carico di munizioni che potrebbe essere un rifornimento vitale per la base militare, dando ormai per spacciati i due uomini rimasti in territorio nemico. Trasgredendo ogni ordine, Vic ed il suo team di forze speciali decidono di ritornare al villaggio per salvare i due soldati. In inferiorità numerica e con scarso munizionamento, Vic ed i suoi uomini ingaggiano un violento scontro a fuoco aiutati dal sopravvissuto Jake, che utilizza le sue esperte abilità di tiratore per eliminare i nemici e salvare tutta la squadra.

## Distribuzione
Il film è stato distribuito nelle sale cinematografiche statunitensi il 3 maggio 2016.

## Accoglienza
Sniper - Forze Speciali non ha un voto da parte della critica sul sito statunitense Rotten Tomatoes, ma ha diverse recensioni, tutte di parere negativo. Neanche il pubblico ha reagito positivamente al film, ricevendo sullo stesso sito un indice di apprezzamento del 19%.